# Okres Lausanne
Okres Lausanne (francouzsky District de Lausanne) je jedním z okresů kantonu Vaud ve Švýcarsku. Jeho sídlem je Lausanne.

## Seznam obcí
| Znak                  | Název obce            | Počet obyvatel (31. 12. 2022) | Rozloha (km²) | Hustota zalidnění (obyv./km²) |
| --------------------- | --------------------- | ----------------------------- | ------------- | ----------------------------- |
| Cheseaux-sur-Lausanne | Cheseaux-sur-Lausanne | 4517                          | 4,59          | 984                           |
| Epalinges             | Epalinges             | 9822                          | 4,57          | 2149                          |
| Jouxtens-Mézery       | Jouxtens-Mézery       | 1468                          | 1,93          | 761                           |
| Lausanne              | Lausanne              | 141 418                       | 41,37         | 3418                          |
| Le Mont-sur-Lausanne  | Le Mont-sur-Lausanne  | 9291                          | 9,80          | 948                           |
| Romanel-sur-Lausanne  | Romanel-sur-Lausanne  | 3788                          | 2,88          | 1315                          |
| Celkem (6)            | Celkem (6)            | 170 304                       | 65,14         | 2614                          |